# Чон Чхиль Сон
Чон Чхиль Сон (кор. 전칠성; 7 июля 1961, Синан) — южнокорейский боксёр лёгкой весовой категории, выступал за сборную Южной Кореи в первой половине 1980-х годов. Бронзовый призёр летних Олимпийских игр в Лос-Анджелесе, обладатель серебряной медали Кубка мира, призёр многих международных турниров и национальных первенств. В период 1986—1992 боксировал на профессиональном уровне, был претендентом на титул чемпиона мира по версии ВБА.

## Биография
Чон Чхиль Сон родился 7 июля 1961 года в уезде Синан, провинция Чолла-Намдо. Первого серьёзного успеха на ринге добился в 1983 году, когда, впервые попав в основной состав национальной сборной, съездил на Кубок мира в Рим и привёз оттуда медаль серебряного достоинства (победив в том числе чемпиона Европы болгарина Эмиля Чупренского). Благодаря череде удачных выступлений удостоился права защищать честь страны на летних Олимпийских играх 1984 года в Лос-Анджелесе, где сумел дойти до стадии полуфиналов, проиграв лишь американцу Пернеллу Уитакеру. Вскоре после этих соревнований решил покинуть сборную, чтобы попробовать себя среди профессионалов. Всего в любительском боксе провёл 106 боёв, из них выиграл 100.
В марте 1986 года Чон провёл свой первый бой на профессиональном уровне, победил нокаутом в третьем раунде соотечественника Чин Джон Ха. В течение нескольких последующих месяцев одержал несколько уверенных побед, но в октябре 1987 года неожиданно потерпел поражение от малоизвестного мексиканца Рико Веласкеса. Несмотря на неудачу, продолжил выходить на ринг, регулярно побеждал и летом 1992 года получил шанс побороться за вакантный титул чемпиона мира в лёгком весе по версии Всемирной боксёрской ассоциации (ВБА). Тем не менее, американец Джои Гамаче оказался для него слишком сильным соперником — технический нокаут в девятом раунде. Вскоре Чон Чил Сон принял решение завершить карьеру спортсмена, всего в профессиональном боксе он провёл 20 матчей, из них 18 окончил победой (в том числе 11 досрочно), в двух проиграл.